# Winch Ball
Winch Ball – dwu-, trzy- bądź więcej osobowa gra, polegająca rzucaniu pomiędzy zawodnikami piłki. Gra rozgrywana jest w wodzie, prawidłowe zanurzenie zawodników wynosi ~1,2 metra. 
Prawidłowa odległość pomiędzy zawodnikami powinna wynosić od 10 do 30 metrów.
Piłka do Winch Ball ma identyczny kształt, wielkość, ciężkość oraz jest wykonana z tego samego materiału, co piłka do tenisa ziemnego.
Jest to typowo towarzyska gra, w której nie są naliczane punkty, jednak gracze powinni wykazywać się precyzją rzutu oraz chwytania piłki, a także poświęceniem przy trudnych piłkach.